# Donnelsville (Ohio)
Pour les articles homonymes, voir Donnelsville.
Donnelsville est un village américain situé dans le comté de Clark, dans l'Ohio. Selon le recensement de 2010, sa population est de 304 habitants.